# حاجی‌آباد (کمره، غرب)
حاجی‌آباد یک روستا در ایران است که در بخش کمره شهرستان خمین واقع شده‌است. براساس سرشماری مرکز آمار ایران در سال ۱۳۹۵، حاجی‌آباد ۵۶ نفر جمعیت دارد.